# توره یوهانسن
توره یوهانسن (انگلیسی: Tore Johansen؛ زادهٔ ۲۳ دسامبر ۱۹۷۷) موسیقی‌دان، آهنگ‌ساز و نوازنده ترومپت اهل نروژ است.